# Shagrath
Stian Tomt Thoresen (Jessheim, 18 de novembro de 1976), conhecido profissionalmente como Shagrath, é um músico norueguês que atua como vocalista, membro fundador e multi-instrumentista da banda de metal sinfônico Dimmu Borgir.

## Biografia
Stian Thoresen nasceu em 18 de novembro de 1976 em Jessheim. Ele é um dos membros fundadores, juntamente com Silenoz e Tjodalv, da banda Dimmu Borgir. Quando a banda foi formada em 1993, Shagrath tocava bateria, mas mudou para os vocais antes do lançamento do álbum Stormblåst em 1996. Ele também tocou teclado, guitarra e baixo. Shagrath foi o guitarrista da banda Fimbulwinter até a separação em 1992. Fimbulwinter lançou um álbum, Servants of Sorcery, pela Hot Records (gravadora de Shagrath) em 1994. Shagrath é o guitarrista base/compositor e membro fundador da banda de hard rock Chrome Division, formada em 2004.
No final de 2009, Shagrath e King ov Hell formaram o supergrupo de black metal Ov Hell. Em fevereiro de 2010, a banda lançou um álbum intitulado The Underworld Regime. Shagrath também tocou teclados como convidado na banda de black metal Ragnarok e teve um projeto solo chamado Starkness.

## Nome artístico
Shagrath escolheu seu nome artístico com base no personagem Shagrat, um orc comandante sobre Cirith Ungol, do livro O Senhor dos Anéis. Ele explicou: "Shagrath é um demônio orc do livro O Senhor dos Anéis. Escolhi o nome há treze anos, então é meio chato que a série de livros tenha se tornado tão popular agora. Felizmente, o nome não chamou muita atenção no filme, então acabou tudo bem." Vale ressaltar que, na obra de Tolkien, o personagem Shagrat não é um demônio, mas sim um orc comandante.

## Discografia

### ComDimmu Borgir
- Inn i evighetens mørke (1994)
- For all tid (1995)
- Stormblåst (1996)
- Devil's Path (1996)
- Enthrone Darkness Triumphant (1997)
- Godless Savage Garden (1998)
- Sons of Satan Gather for Attack (split EP with Old Man's Child) (1999)
- Spiritual Black Dimensions (1999)
- True Kings of Norway (2000) (split com Emperor, Immortal, Ancient, e Arcturus) (1998)
- Puritanical Euphoric Misanthropia (2001)
- Alive in Torment (2001)
- World Misanthropy (2002)
- Death Cult Armageddon (2003)
- Stormblåst MMV (2005)
- In Sorte Diaboli (2007)
- The Invaluable Darkness (2008)
- Abrahadabra (2010)
- Eonian (2018)

### ComChrome Division
- Doomsday Rock 'n Roll (2006)
- Booze, Broads and Beelzebub (2008)
- 3rd Round Knockout (2011)
- Infernal Rock Eternal (2014)
- One Last Ride (2018)

### Com Starkness
- Unto The Darkly Shining World (single) (1996) (projeto solo)

### Com Ragnarok
- Arising Realm (1997) (tecladista convidado)

### ComOv Hell
- The Underworld Regime (2010)

### Com Fimbulwinter
- Servants of Sorcery (1994)

### Como vocalista convidado
- Astarte – Sirens (2004, faixa "The Ring of Sorrow")
- Diaz – Velkommen Hjem Andres (2004, faixa "Mitt Terningkast")
- Destruction – Inventor of Evil (2005, faixa "The Alliance of Hellhoundz")
- Kamelot – The Black Halo (2005, faixa "March of Mephisto" and "Memento Mori")
- Susperia – Attitude (2009, faixa "Sick Bastard")
- Old Man's Child –  Slaves of the World (2009, Born of the Flickering remake)
- Crossplane – Class of Hellhound high (2013) faixa: I will be King
- The Carburetors – Laughing in the face of death (2015) faixa: Lords Of Thunde